# Baleja serratula
Baleja serratula är en insektsart som beskrevs av Gustav Breddin 1902. Baleja serratula ingår i släktet Baleja och familjen dvärgstritar. Inga underarter finns listade i Catalogue of Life.